# Xylocopa boops
Xylocopa boops är en biart som beskrevs av Maidl 1912. Xylocopa boops ingår i släktet snickarbin, och familjen långtungebin. Inga underarter finns listade i Catalogue of Life.